# 自由への翼
「自由への翼」（じゆうへのつばさ）はTEARSの3枚目のシングル。

## 内容
冒頭から、生沢佑一（TWINZER）のコーラスから始まっている。 TBS系『ET』テーマソング。アルバム『ACROSS THE DREAMS』の発売に合わせ同時期の発売であり、ジャケット写真はアルバム用に撮影した物の中からの別カットが使用されている。

## 収録曲
1. 自由への翼
作詞・作曲：葛原豊 編曲：加藤貴也
2. DON'T MAKE ME BLUE
作詞：葛原豊 作曲：多々納好夫 編曲：明石昌夫
3. 自由への翼 (inst.)

## 参加ミュージシャン
- 生沢佑一 (TWINZER) - コーラス
- 後藤康二（ZYYG） - ギター